# Ron Wood

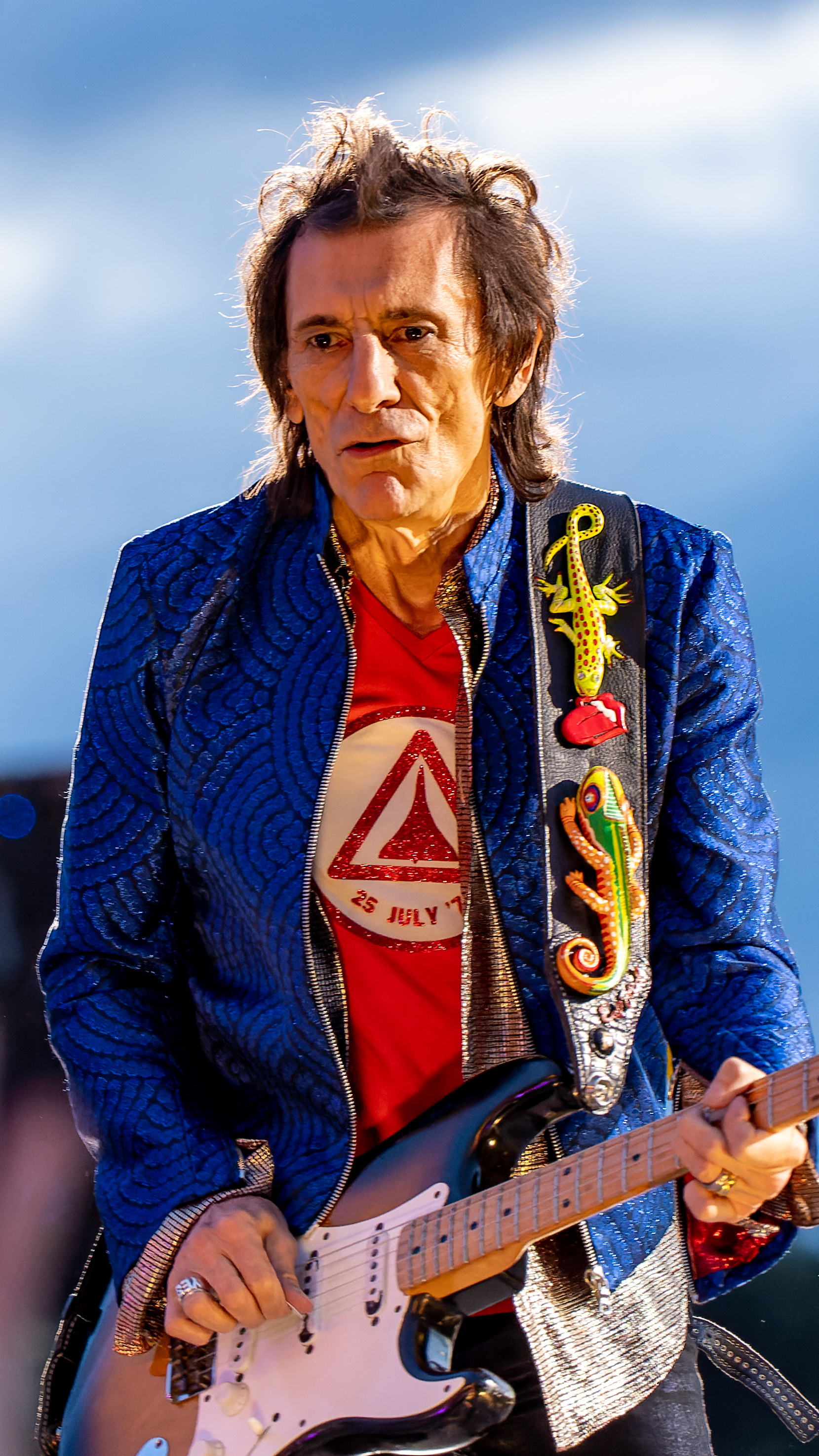
Ron Wood (2022)

Ronald David „Ron“ Wood, auch Ronnie Wood (* 1. Juni 1947 in Hillingdon, London), ist ein britischer Rockmusiker, der als Mitglied der Jeff Beck Group, der Faces und seit 1975 der Rolling Stones bekannt ist. Er spielt Gitarre und E-Bass.

## Leben

### Musikalische Karriere

#### Jeff Beck Group, The Faces und weitere Bands

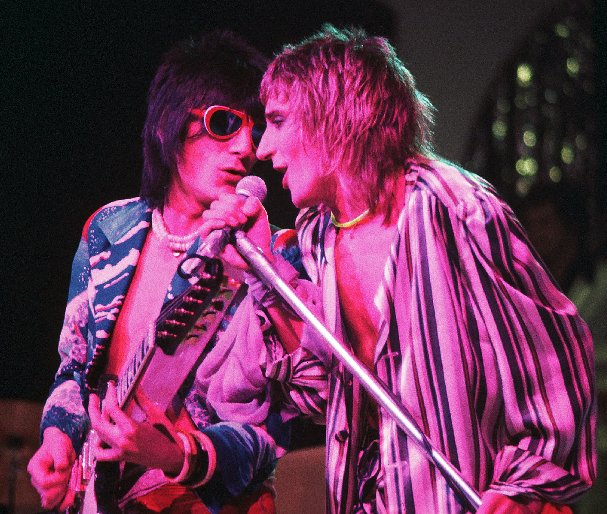
Ron Wood und Rod Stewart bei einem Auftritt der Faces, 1975

Ron Wood begann seine Karriere als Musiker in den 1960er Jahren als Mitglied der englischen Band The Birds. Nach einem kurzen Intermezzo im Jahre 1967 bei Santa Barbara Machine Head spielte er bei der Jeff Beck Group und zeitweise parallel auch bei der Band The Creation.
Nachdem sich die Jeff Beck Group 1969 aufgelöst hatte, stieß er zusammen mit Rod Stewart, dem Sänger der Gruppe, zu den Small-Faces-Mitgliedern Ronnie Lane (Bass), Ian McLagan (Keyboard) und Kenney Jones (Schlagzeug), die nach Steve Marriotts (Gesang/Gitarre) Austritt aus der Band auf der Suche nach Ersatz waren. Die neue Formation benannte sich wenig später in The Faces um. Bei den Faces bildete Ron Wood zusammen mit Rod Stewart ein ähnliches Duo wie Mick Jagger und Keith Richards bei den Rolling Stones. Er schrieb viele Stücke der Faces und war auch an den ersten Soloalben von Rod Stewart als Gitarrist beteiligt. Die Faces trennten sich 1975.

#### Rolling Stones

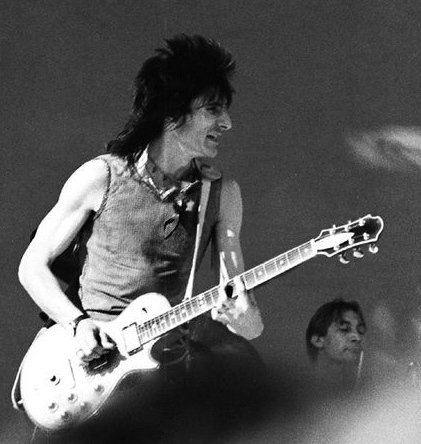
Während eines Konzerts der Rolling Stones, im Hintergrund Charlie Watts, San Francisco 1981

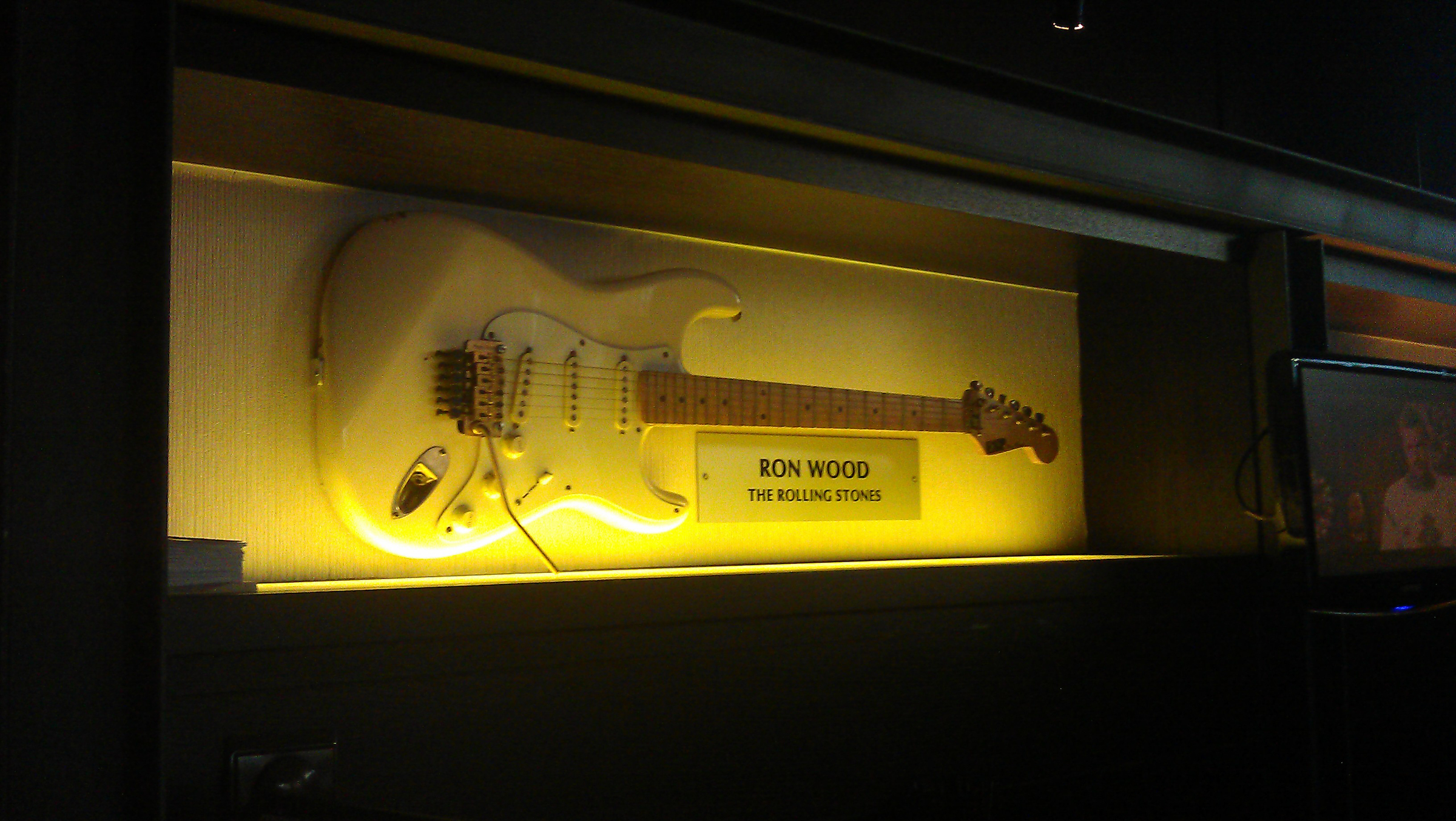
Gitarre von Ron Wood im Hard Rock Café Köln

Als die Rolling Stones einen Nachfolger für den im Dezember 1974 ausgeschiedenen Gitarristen Mick Taylor suchten, erinnerten sie sich an Ron Wood, den Mick Jagger und Keith Richards bereits bei seinem Soloalbum unterstützten und der am Stones-Song It’s Only Rock ’n’ Roll des im Oktober erschienenen gleichnamigen Albums beteiligt war. Im April 1975 wurde seitens des Managements verkündet, dass Wood die Stones vorübergehend als Gitarrist auf der vom 1. Juni bis 8. August 1975 andauernden Tournee durch die Vereinigten Staaten von Amerika begleiten werde. Ende 1975 wurde er zwar festes Mitglied der Band, war finanziell allerdings nur ein Angestellter mit einem monatlichen Gehalt. Vollwertiges Mitglied, also inklusive der entsprechenden Gewinnbeteiligungen am Unternehmen, wurde er erst 1993. Das erste Stones-Album, auf dem er zu hören ist, war Black and Blue (1976).
Während der Rolling-Stones-Konzerte 1976 (dokumentiert auf dem Album Love You Live) hinterließ er nach Ansicht des Managements durchaus einen positiven Eindruck. Auch zum Gelingen des Albums Some Girls trug er bei.
Behindert durch seine jahrelange Alkoholsucht war er jedoch außerstande, eine gefestigte Leadgitarrenposition einzunehmen, wie sie zuvor Mick Taylor hatte. Diesen Part übernahm im Laufe der Jahre häufiger Keith Richards, der im Prinzip nie ernsthaft für die Rolle des Leadgitarristen vorgesehen war; galt er doch eher als Human Riff (‚Meister der Rhythmusgitarre‘).
So blieb Ron Woods Rolle bei den Rolling Stones die eines Rockgitarristen mit gelegentlichen – und auch recht ansprechenden – Einlagen an der Slide- und Pedal-Steel-Gitarre. Außerdem sorgte er als Schlichter und Vermittler zwischen den zeitweiligen Streithähnen Mick Jagger und Keith Richards für Entspannung innerhalb der Band.
Ähnlich wie Mick Taylor wird Ron Wood von einigen Rolling-Stones-Fans nicht als echtes Stones-Mitglied angesehen, obwohl er inzwischen weitaus länger bei der Band ist als seine beiden Vorgänger (Brian Jones und Mick Taylor) zusammen.

#### Andere musikalische Projekte

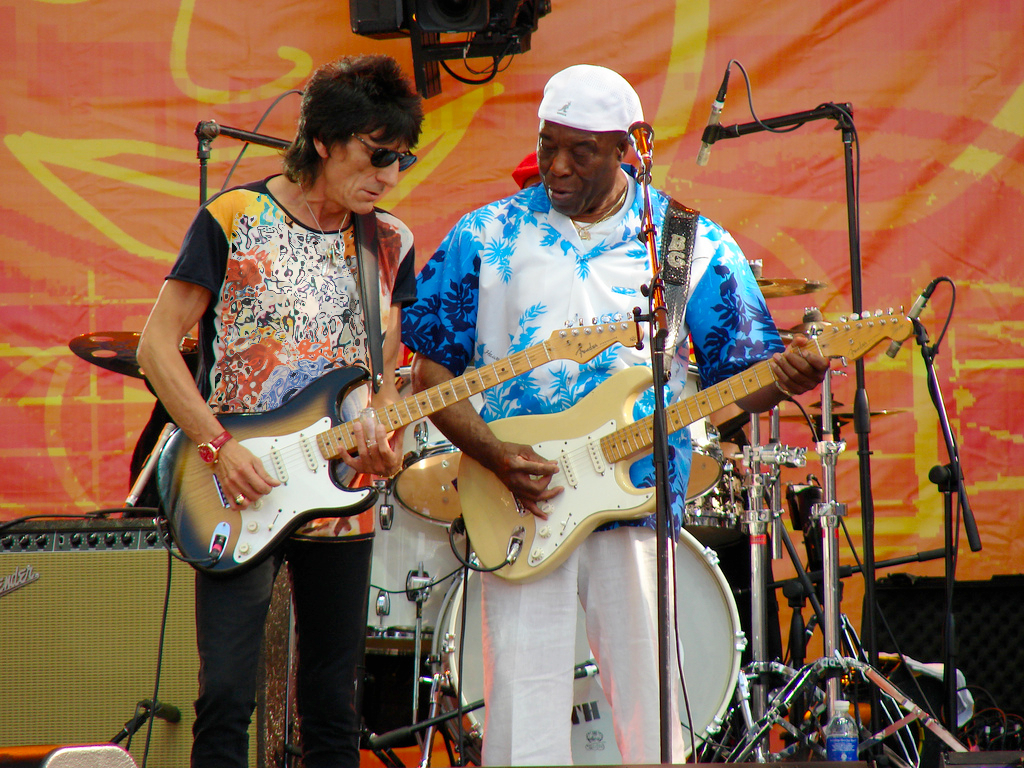
Mit Buddy Guy bei Eric Claptons Crossroads Guitar Festival 2010

Anzumerken sind seine musikalischen Mitwirkungen an diversen Projekten, wie sein Auftritt in dem Konzertfilm The Last Waltz von Regisseur Martin Scorsese sowie eine Darbietung auf der Veranstaltung zu Bob Dylans fünfzigstem Geburtstag im New Yorker Madison Square Garden. Anlässlich des von Bob Geldof 1985 initiierten Live-Aid-Konzerts zugunsten der Hungerhilfe für Afrika begleitete er, zusammen mit Keith Richards, Bob Dylan auf der Bühne in Philadelphia. Am 13. August 1986 und am 26. Juli 1988 gastierte Wood bei zwei Aftershows von Prince in London als musikalischer Gast auf der Bühne. Erneut mit Bob Dylan trat er 1996 im Londoner Hyde Park während der Wohltätigkeitsveranstaltung Prince’s Trust auf. Hin und wieder begleitet er seinen alten musikalischen Weggefährten Rod Stewart, so ist er zum Beispiel auf dessen Unplugged And Seated vom 5. Februar 1993 mit von der Partie. Auf der 2006 erschienenen CD Last Man Standing von Jerry Lee Lewis ist Wood als Begleitmusiker zu hören. Des Weiteren wirkt er als Sänger bei den Liedern Rocking My Life Away und Trouble In My Mind mit.
Da das Songschreiben bei den Rolling Stones Jagger und Richards obliegt, veröffentlichte Ron Wood diverse Soloalben.
Von 2005 bis 2008 hatte Ron Wood in London ein eigenes Independent-Label namens Wooden Records. Das Label mit Schwerpunkt House, Pop und Rock verlegte unter anderem Tonträger von Woods Tochter Leah Wood, das Debütalbum On The Brink der Band The Thirst und bis dahin nicht offiziell veröffentlichtes Livematerial von Ron Wood aus den 1970ern (Live From Kilburn – The First Barbarians und Buried Alive – New Barbarians).

### Bildende Kunst

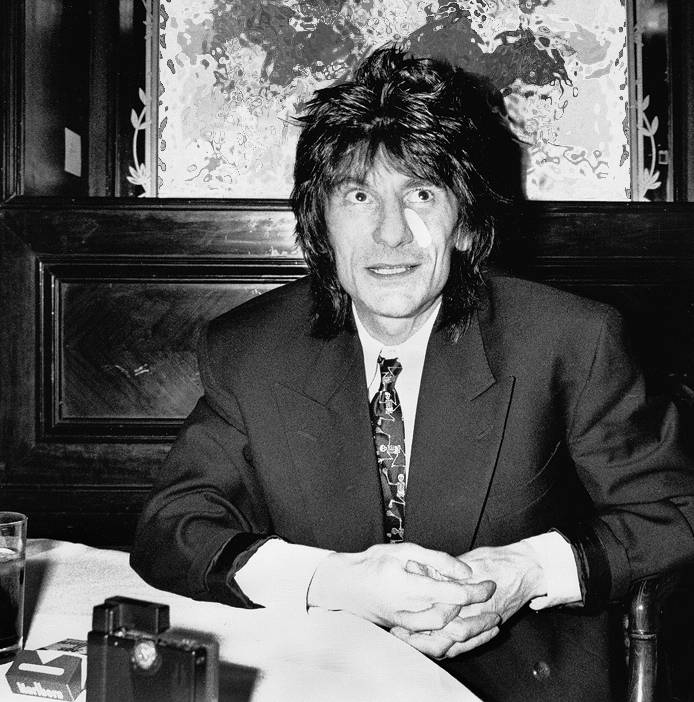
Ron Wood bei einer Ausstellung seiner Bilder in Malmö, 1988

Seit seiner Kindheit widmet sich Ron Wood nicht nur der Musik, sondern ebenso der bildenden Kunst. Auch auf Anraten von Lehrern, denen seine künstlerische Begabung aufgefallen war, besuchte Ron Wood wie seine zwei älteren Brüder das Ealing Art College, eine ehemalige Kunstschule in London. Als Jugendlicher gewann er den Hauptpreis in einem Malwettbewerb der BBC-Kunstfernsehsendung Sketch Club – ein Moment der öffentlichen Anerkennung, den er rückblickend als seinen Eintritt in die Welt der Kunst nennt.
Während er in der Musik die Möglichkeit sieht, sich als Teil einer Gruppe auszudrücken, betrachtet er die bildende Kunst als persönlichere Ausdrucksform.
Woods Gemälde, Zeichnungen und Grafiken wurden weltweit auf diversen Ausstellungen der Öffentlichkeit präsentiert. Häufig erstellt er Porträts von Zeitgenossen, die unter anderem seine Bandkollegen, Musiker, die er kennt oder bewundert, Freunde und Familienmitglieder zeigen, sowie Selbstporträts.
Zu weiteren Motiven zählen Tiere, Landschaften und Ballettszenen.
Wood verwendet verschiedene Materialien und Techniken, fertigt beispielsweise Bleistift- und Pastellzeichnungen, Öl- und Acrylgemälde. In den 1980er Jahren begann er mit Druckverfahren wie Holzschnitt, Monotypie, Radierung, Siebdruck und Digitaldruck zu experimentieren und arbeitete 1987 mehrere Monate in einer professionellen Druckgrafikwerkstatt, um seine Kenntnisse zu vertiefen.
2009 entwarf das Londoner Kaufhaus Liberty in Zusammenarbeit mit Wood eine Modekollektion, für die drei seiner Gemälde als Druckmotive adaptiert wurden. 2011 begann Wood mit einer Serie von geplanten 14 handbemalten Uhren für den britischen Uhrenhersteller Bremont. Zifferblatt und inneres Gehäuse der Uhren sollen Motive zeigen, die mit seinem Leben in Zusammenhang stehen.
Wood veröffentlichte zwei Bücher über seine Werke, die Abbildungen einer Auswahl seiner Arbeiten sowie Erläuterungen und autobiografische Anekdoten enthalten: The Works (1987, mit Co-Autor Bill German) und Every picture tells a story (1998). Letzteres erschien in einer limitierten Auflage von 2500 handsignierten Exemplaren (siehe Literaturhinweise). 2017 erschien ein weiterer Band mit Abbildungen seiner Werke mit einem Vorwort von Emmanuel Guigon, Direktor des Picasso-Museums Barcelona, sowie einem Nachwort von Keith Richards. Das Buch reproduziert insgesamt 377 Illustrationen von Ron Woods Werken und ist erschienen im Verlag Thames and Hudson.

### Radio und Fernsehen
Seit dem 31. März 2010 ist Ron Wood Moderator einer eigenen Radiosendung namens The Ronnie Wood Show, in der er begleitet von Anekdoten und Randinformationen seine Lieblingsmusik präsentiert und selbst gelegentlich etwas auf der Gitarre beiträgt. Häufig hat er andere Musiker zu Gast im Studio. Die einstündige Show wird vom britischen Hörfunksender Absolute Classic Rock ausgestrahlt. 2011 erhielt sie mehrere Auszeichnungen: Bei der Verleihung der Sony Radio Academy Awards wurde Wood als herausragende Persönlichkeit einer Musik-Radiosendung („Music Radio Personality of the Year“) geehrt und bei der Vergabe der Arqiva Commercial Radio Awards bekam er den Preis für den besten Neueinsteiger („Newcomer of the Year“), während die Show zur besten Spartensendung („Specialist Programme of the Year“) gewählt wurde. Seit dem 29. Januar 2012 wird die Musiksendung über verschiedene an Premiere Networks, ein Tochterunternehmen von Clear Channel Media and Entertainment, angeschlossene Radiostationen auch in den USA ausgestrahlt.
Eine gleichnamige Fortsetzung der Radiosendung wird seit dem 24. Februar 2012 als 10-teilige Fernsehsendung auf dem britisch-irischen Pay-TV-Sender Sky Arts der British-Sky-Broadcasting-Gruppe gezeigt. Darin heißt Wood diverse Musiker willkommen, um mit ihnen zu jammen und über Rock ’n’ Roll zu sprechen. Sein erster Gast war Alice Cooper.

### Privates

#### Kindheit und Jugend
Geboren wurde Ron Wood als jüngster Sohn einer armen Roma-Familie am westlichen Stadtrand von London. Seine Kindheit verbrachte er in einer Sozialbausiedlung in Yiewsley und auf Schleppkähnen. Er hatte zwei ältere Brüder, Arthur, genannt Art (* 7. Juli 1937; † 3. November 2006) und Edward George, genannt Ted (* 24. Juni 1939; † 29. September 2003).

#### Drogenprobleme
In dem Umfeld, in dem Ron Wood aufwuchs, waren Alkohol und andere Drogen weit verbreitet. Bereits mit 14 Jahren begann er angeblich, große Mengen Brandy und Whisky zu trinken. Seitdem haben sowohl Alkohol als auch illegale Drogen immer wieder sein Leben mitbestimmt und er behauptet, bis 2003 bei keinem Konzert nüchtern aufgetreten zu sein. Viele Male war er wegen seiner Suchtprobleme in Behandlung.
Im Juli 2011 gab er an, seit seinem laut Medienberichten achten Entzug im Jahr zuvor weder Alkohol noch illegale Drogen angerührt zu haben, und zeigte sich überzeugt, seine Sucht nun im Griff zu haben.

#### Beziehungen
Ron Woods erste Ehefrau Krissy Findlay, ein ehemaliges Model, mit der er von 1971 bis 1978 verheiratet war, starb am 11. Juni 2005 im Alter von 57 Jahren in London. Als Todesursache wird eine Überdosis Valium angenommen.
Aus der Ehe ging der Sohn Jesse hervor. Von 1985 bis 2011 war Ron Wood in zweiter Ehe mit dem Model Jo Howard verheiratet, mit der er die Kinder Jamie, Leah und Tyrone hat.
Grund für die Trennung und spätere Scheidung war die 2008 begonnene, von Schlagzeilen begleitete Affäre Woods mit der 41 Jahre jüngeren Ekaterina Ivanova. Die Beziehung mit der Kellnerin endete 2009 kurz nach seiner Festnahme wegen eines mutmaßlichen tätlichen Angriffs auf Ivanova im Verlauf eines Streits auf offener Straße. Der britischen Presse erzählte Ekaterina Ivanova, dass die während ihres gemeinsamen Lebens zunehmenden Alkoholprobleme des Musikers eine zu große Belastung für sie geworden seien.
Am 21. Dezember 2012 heiratete Ron Wood die Theaterproduzentin Sally Humphreys, am 30. Mai 2016 wurden sie Eltern der Zwillingsmädchen Gracie Jane und Alice Rose.

### Autobiografie
Im Jahr 2007 erschien seine Autobiografie Ronnie. In deutscher Übersetzung wurde das Buch 2008 beim Heyne Verlag unter dem Titel Ronnie – die Autobiografie verlegt.

### Sonstiges
Wood ist eng mit dem britischen Snookerspieler Ronnie O’Sullivan befreundet und sitzt regelmäßig bei seinen Spielen im Publikum.

## Diskografie
- 1974: I’ve Got My Own Album to Do
- 1975: Now Look
- 1976: Mahoney’s Last Stand (mit Ronnie Lane)
- 1979: Gimme Some Neck
- 1981: 1234
- 1988: Live at the Ritz (mit Bo Diddley)
- 1992: Slide On This
- 1993: Slide On Live
- 2000: Live and Eclectic
- 2001: Not for Beginners
- 2003: Always Wanted More
- 2006: Anthology: The Essential Crossexion
- 2006: Buried Alive – New Barbarians (Live 1979)
- 2007: Live from Kilburn – The First Barbarians (Live 1974)
- 2010: I Feel Like Playing
- 2011: I Want You to Hear This (CD-Box Set – Limited Edition 750 pieces, orig. signed)
- 2019: Mad Lad – A Tribute to Chuck Berry
- 2021: Mr. Luck – A Tribute to Jimmy Reed: Live at the Royal Albert Hall

## Bibliografie
- mit Bill German: The Works. Harper & Row, New York 1987, ISBN 0-06-096098-1. (Fontana, London 1988, ISBN 0-00-637354-2)
- Every picture tells a story. Wood on canvas. Genesis, Guildford 1998, ISBN 0-904351-60-2.
- Ronnie. Die Autobiografie. Aus dem Englischen von Stefan Rohmig. Heyne, München 2008, ISBN 978-3-453-15506-0.
- Artist. Thames & Hudson, London, 2017, ISBN 978-0-500-51989-9.

## Filme
Im offiziellen Musikvideo 1986 von Jumpin' Jack Flash begleitet er an der Gitarre Aretha Franklin und Whoopi Goldberg.
Im Juli 2020 kam der Dokumentarfilm Ronnie Wood: Somebody Up There Likes Me von Regisseur Mike Figgis über das Leben von Ronnie Wood in die deutschen Kinos. Die Doku wurde am 22. Januar 2021 bei Arte gesendet.